# Weihnachtssong 2007
Weihnachtssong 2007 jest nową wersją przeboju wydanego w 2003 roku.

## Weihnachtssong 2007
1. Weihnachtssong 2007                            3:09
2. Weihnachtssong 2007(feat. Peilermann und Flow) 4:17